# Monte (Berzo Demo)
Monte is een plaats (frazione) in de Italiaanse gemeente Berzo Demo.